# Theodor Zichy
Theodor hrabě Zichy (Theodor Graf Zichy von Zich und Vászonykeö) (15. června 1847 Prešpurk – 9. července 1927, Vídeň) byl uherský šlechtic a politik a rakousko-uherský diplomat. Od mládí působil v diplomatických službách, nakonec byl dlouholetým vyslancem v Bavorském království (1896–1905). Poté se věnoval politice v Uhrách, kde byl mimo jiné místopředsedou Uherského sněmu.

## Životopis

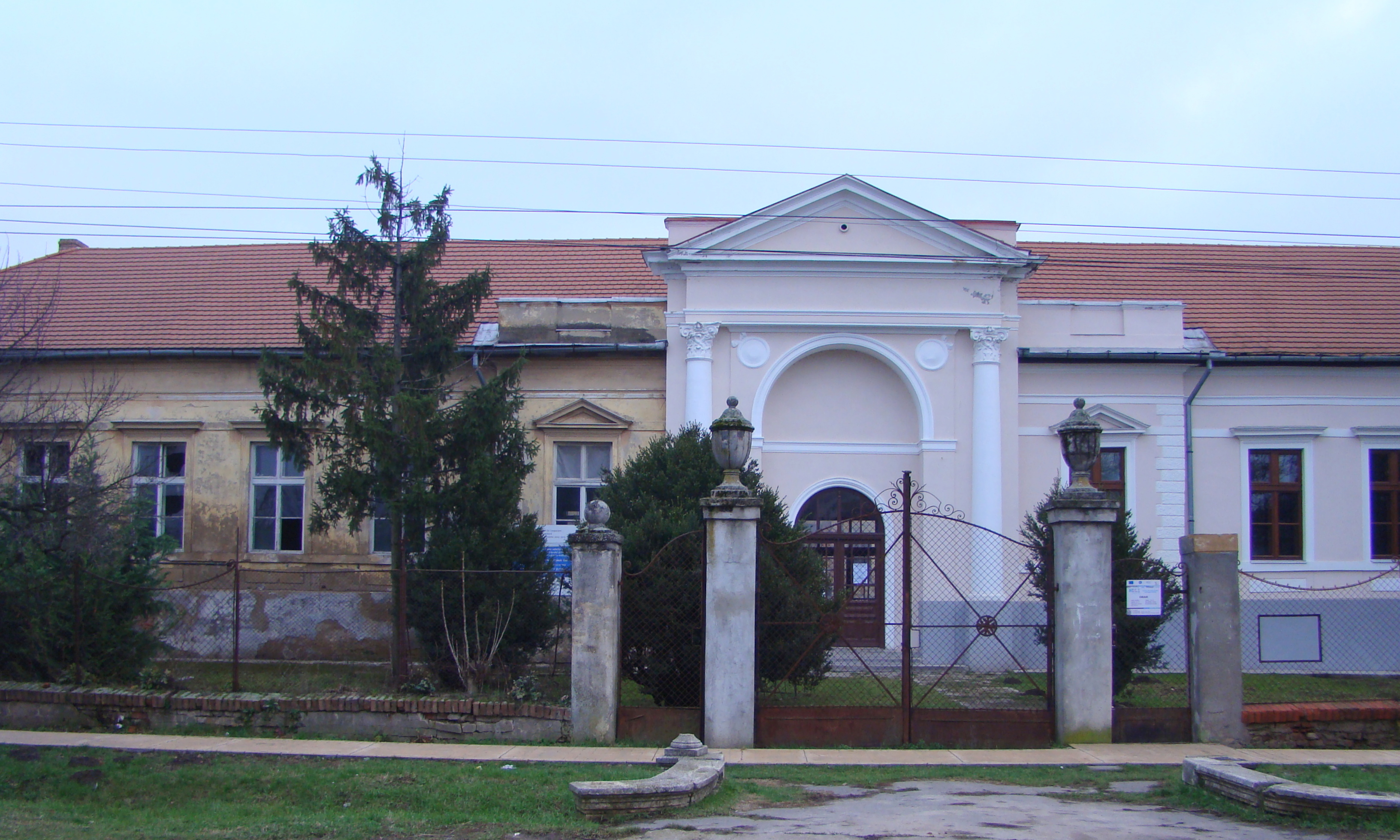
Zámek Diosig (Rumunsko), majetek Theodora Zichyho

Pocházel z uherského šlechtického rodu Zichyů, narodil se jako druhorozený ze čtyř synů politika a diplomata Františka Zichyho (1811–1900). Theodor studoval v letech 1866–1870 práva na univerzitě ve Vídni a po složení diplomatických zkoušek vstoupil v roce 1871 do služeb rakousko-uherského ministerstva zahraničí. Začínal jako atašé v Istanbulu a Teheránu, v roce 1873 byl vyslaneckým tajemníkem v Berlíně a na této pozici přešel v roce 1874 do Istanbulu, kde byl tehdy jeho otec velvyslancem. V roce 1877 byl jako vyslanecký sekretář přeložen do Petrohradu a následně do Paříže (1879–1884). V letech 1884–1887 působil ve Španělsku a poté se vrátil do Francie, kde v letech 1887–1894 zastával post velvyslaneckého rady (respektive legační rada I. kategorie). V letech 1894–1896 byl rakousko-uherským vyslancem ve Württembersku a následně v letech 1896–1905 vyslancem v Bavorsku. Po odchodu z diplomatických služeb se věnoval politice v Uhrách, kde byl dědičným členem uherské panské sněmovny a později viceprezidentem uherského sněmu. 
Byl majitelem velkostatku Bihárdiószeg  v župě Bihor (dnes v Rumunsku). K velkostatku patřil zámek a 4 000 hektarů půdy.

## Tituly a ocenění
Ve funkci vyslance v Bavorsku obdržel v roce 1898 titul c. k. tajného rady s nárokem na oslovení Excelence. Během působení v diplomatických službách získal řadu vyznamenání v Rakousku-Uhersku i v zahraničí.

### Rakousko-Uhersko
- komtur Řádu Františka Josefa s hvězdou (1890)
- Jubilejní pamětní medaile (1898)
- Řád železné koruny I. třídy (1905)

### Zahraničí
- velkokříž Řádu Fridrichova (Württembersko)
- velkokříž Řádu zähringenského lva (Bádensko)
- velkokříž Řádu Filipa Velkomyslného (Hesensko)
- komandér Řádu čestné legie (Francie)
- Řád sv. Michaela I. třídy (Bavorsko)
- komandér Řádu Karla III. (Španělsko)
- Řád lva a slunce III. třídy (Persie)
- Řád Medžidie IV. třídy (Osmanská říše)

## Rodina
V roce 1887 se oženil s hraběnkou Marií Margaretou von Wimpffen (1858–1930), dcerou rakousko-uherského velvyslance ve Francii a Itálii hraběte Felixe Wimpffena. Manželství zůstalo bez potomstva a v roce 1903 bylo rozvedeno.
Vysoké funkce v různých sférách zastávali i Theodorovi bratři. Starší bratr Josef (1841–1924) byl v letech 1873–1875 uherským ministrem veřejných prací a dopravy, mladší bratr August (1852–1925) byl nejvyšším maršálkem Uherského království a rytířem Řádu zlatého rouna.